# Solana (Cantabria)

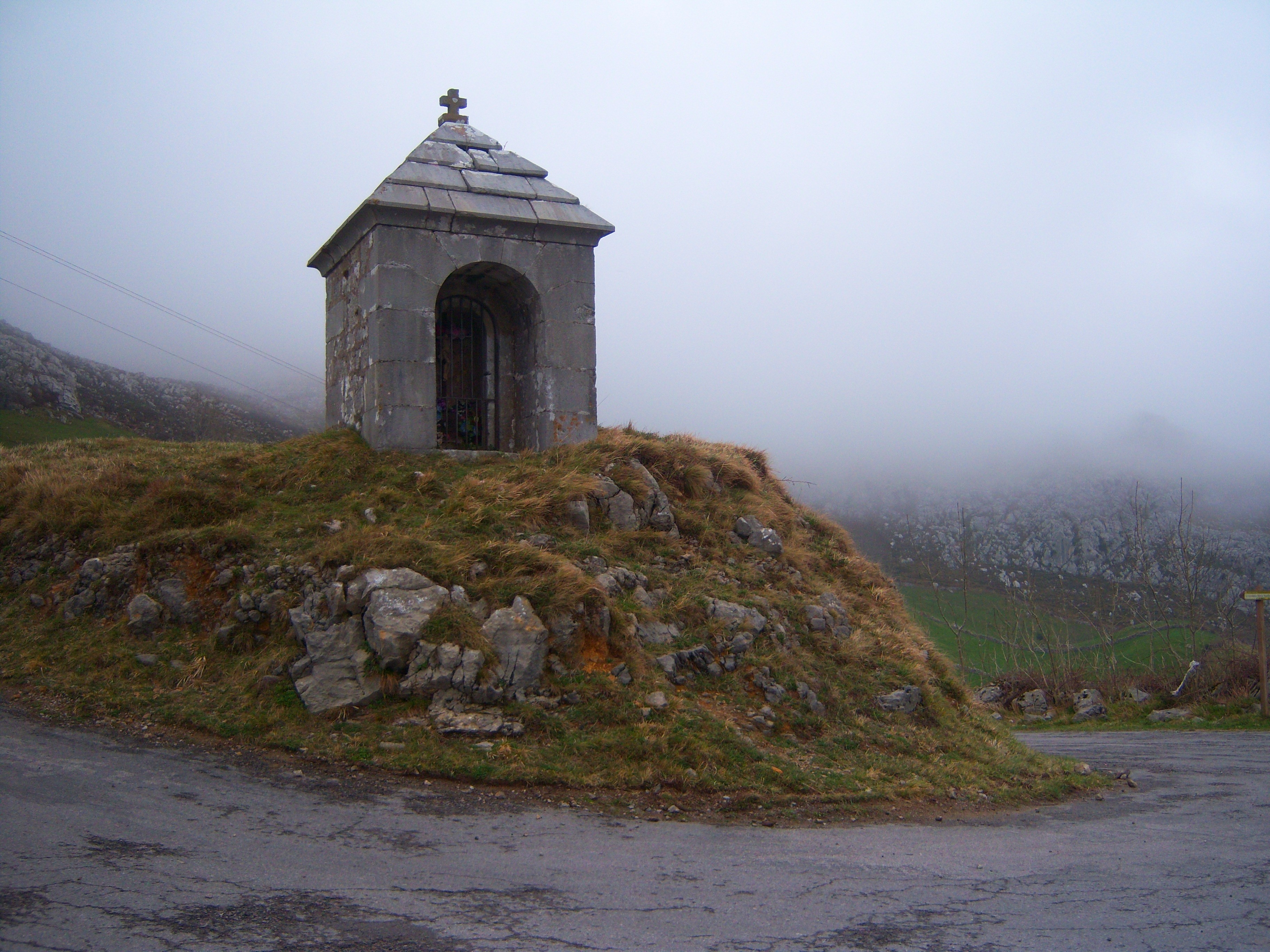
Crucero de Solana, en el collado de Solana.

Solana es una localidad del municipio cántabro de Miera, en España. Tenía en 2021 una población de 22 habitantes (INE). Se encuentra a 700 m s. n. m., siendo con ello el núcleo de población que se encuentra a mayor altitud de este municipio. Dista 3 kilómetros de La Cárcoba, capital municipal. Por Solana pasa la «Ruta de los barrios merachos», circuito que desde Merilla pasa por Veguilla, Los Cerrillos, Solana, La Cárcoba, La Toba y de nuevo a Merilla. Son unos ocho kilómetros y medio de longitud.